# Ломіра (містечко, Вісконсин)
Ломіра (англ. Lomira) — місто (англ. town) в США, в окрузі Додж штату Вісконсин. Населення — 1099 осіб (2020).

## Демографія
Згідно з переписом 2010 року, у місті мешкало 1137 осіб у 429 домогосподарствах у складі 343 родин. Було 447 помешкань
Расовий склад населення:
| - 98,5 % — білих - 0,5 % — азіатів - 0,4 % — корінних американців - 0,3 % — чорних або афроамериканців - 0,1 % — вихідців з тихоокеанських островів |

До двох чи більше рас належало 0,1 %. Частка іспаномовних становила 1,6 % від усіх жителів.
За віковим діапазоном населення розподілялося таким чином: 23,5 % — особи молодші 18 років, 61,6 % — особи у віці 18—64 років, 14,9 % — особи у віці 65 років та старші. Медіана віку мешканця становила 42,9 року. На 100 осіб жіночої статі у місті припадало 108,6 чоловіків;  на 100 жінок у віці від 18 років та старших — 111,2 чоловіків також старших 18 років.
Середній дохід на одне домашнє господарство  становив 76 737 доларів США (медіана — 73 594), а середній дохід на одну сім'ю — 82 448 доларів (медіана — 79 000). Медіана доходів становила 48 011 долар для чоловіків та 38 750 доларів для жінок. За межею бідності перебувало 0,5 % осіб, у тому числі 0,0 % дітей у віці до 18 років та 2,7 % осіб у віці 65 років та старших.
Цивільне працевлаштоване населення становило 640 осіб. Основні галузі зайнятості: виробництво — 29,5 %, освіта, охорона здоров'я та соціальна допомога — 18,1 %, будівництво — 13,6 %, сільське господарство, лісництво, риболовля — 13,4 %.